# Ménil-aux-Bois
Ménil-aux-Bois è un comune francese di 41 abitanti situato nel dipartimento della Mosa nella regione del Grand Est.

## Storia

### Simboli
Lo scaglione ricorda la forma di un tetto di una casa rurale (in francese mesnil, anticamente Ménil); le foglie di quercia rappresentano la foresta.
L'azzurro e l'oro rimarcano l'antica appartenenza al Barrois mouvant che faceva parte del Ducato di Bar. Lo scaglione rosso ricorda inoltre che Ménil-aux-Bois dipendeva dalla contea e prevostura di Sampigny (d'azzurro, al capo d'argento; allo scaglione di rosso, attraversante sul tutto).
Il drago è un riferimento alla leggenda di san Vitone vescovo di Verdun nel VI secolo, patrono della parrocchia.

## Società

### Evoluzione demografica
Abitanti censiti